# Gäddtjärnen (Leksands socken, Dalarna, 671887-144203)
Gäddtjärnen är en sjö i Leksands kommun i Dalarna och ingår i Dalälvens huvudavrinningsområde. Sjön har en area på 0,0984 kvadratkilometer och ligger 272,8 meter över havet.

## Delavrinningsområde
Gäddtjärnen ingår i det delavrinningsområde (671960-144109) som SMHI kallar för Inloppet i Sången. Medelhöjden är 309 meter över havet och ytan är 12,85 kvadratkilometer. Det finns inga avrinningsområden uppströms utan avrinningsområdet är högsta punkten. Bynoret (Flosjönoret) som avvattnar avrinningsområdet har biflödesordning 3, vilket innebär att vattnet flödar genom totalt 3 vattendrag innan det når havet efter 275 kilometer. Avrinningsområdet består mestadels av skog (83 procent). Avrinningsområdet har 0,1 kvadratkilometer vattenytor vilket ger det en sjöprocent på 3,8 procent.